# Amerika - Un paese sotto scacco
Amerika - Un paese sotto scacco (Meltdown) è un film per la televisione del 2004 diretto da Jeremiah S. Chechik.